# ATP Gstaad
Das ATP-Turnier von Gstaad (offiziell EFG Swiss Open Gstaad) ist ein Herren-Tennisturnier in Gstaad, das alljährlich im Juli nach dem Turnier in Wimbledon im Freien auf Sand ausgetragen wird.

## Geschichte
Mit der Montreux-Berner Oberland-Bahn wurde Gstaad 1904 an das Bahnnetz angeschlossen, sodass mehr Touristen in den Ort kamen. Schnell wurden Hotels wie der Gstaad Palace hochgezogen, wo sich die High Society aus aller Welt traf. Auf den beiden Tennisplätzen des Gstaad Palace fanden auch die ersten Turniere statt. Für viele Tennisspieler, die von weit weg nach Wimbledon angereist waren, bot der kleine Ort Gstaad eine Erholung vor der Heimreise. Das erste Turnier hatte 1915 stattgefunden. 1958 traten die Finalisten von Wimbledon auch im Finale von Gstaad gegeneinander an. Das Turnier wurde auch das Wimbledon der Alpen bezeichnet und ist mit 1050 Metern das am höchsten gelegene Turnier in Europa. Um mehr Topspieler zur Teilnahme am Turnier zu bewegen, wurden 1954 erstmals Reisekosten erstattet und Golduhren als Siegprämie vergeben.
Von 1970 bis 1989 wurde das Turnier zunächst im Rahmen des Grand Prix Tennis Circuit gespielt. Seit deren Gründung 1990 ist es Teil der ATP Tour und gehört dort zur Kategorie ATP Tour 250.
Die Roy Emerson Arena wurde nach dem australischen Rekordchampion benannt und bietet 4.500 Zuschauern Platz.

## Siegerliste
Letztmaliger Sieger aus der Schweiz im Einzel war Roger Federer im Jahr 2004. Rekordsieger in der Open Era sind die beiden Spanier Sergi Bruguera und Àlex Corretja, die das Turnier je dreimal gewinnen konnten. Der erfolgreichste Spieler der Turniergeschichte ist der Australier Roy Emerson, der in den 1960er Jahren fünfmal den Titel gewann. Im Doppel war der Tscheche David Rikl mit vier Titeln am erfolgreichsten.

### Einzel
| Jahr | Sieger                | Finalgegner            | Finalergebnis           |
| ---- | --------------------- | ---------------------- | ----------------------- |
| 2025 | Alexander Bublik      | Juan Manuel Cerúndolo  | 6:4, 4:6, 6:3           |
| 2024 | Matteo Berrettini (2) | Quentin Halys          | 6:3, 6:1                |
| 2023 | Pedro Cachín          | Albert Ramos Viñolas   | 3:6, 6:0, 7:5           |
| 2022 | Casper Ruud (2)       | Matteo Berrettini      | 4:6, 7:64, 6:2          |
| 2021 | Casper Ruud (1)       | Hugo Gaston            | 6:3, 6:2                |
| 2020 | abgesagt              | abgesagt               | abgesagt                |
| 2019 | Albert Ramos Viñolas  | Cedrik-Marcel Stebe    | 6:3, 6:2                |
| 2018 | Matteo Berrettini (1) | Roberto Bautista Agut  | 7:69, 6:4               |
| 2017 | Fabio Fognini         | Yannick Hanfmann       | 6:4, 7:5                |
| 2016 | Feliciano López       | Robin Haase            | 6:4, 7:5                |
| 2015 | Dominic Thiem         | David Goffin           | 7:5, 6:2                |
| 2014 | Pablo Andújar         | Juan Mónaco            | 6:3, 7:5                |
| 2013 | Michail Juschny       | Robin Haase            | 6:3, 6:4                |
| 2012 | Thomaz Bellucci (2)   | Janko Tipsarević       | 6:76, 6:4, 6:2          |
| 2011 | Marcel Granollers     | Fernando Verdasco      | 6:4, 3:6, 6:3           |
| 2010 | Nicolás Almagro       | Richard Gasquet        | 7:5, 6:1                |
| 2009 | Thomaz Bellucci (1)   | Andreas Beck           | 6:4, 7:62               |
| 2008 | Victor Hănescu        | Igor Andrejew          | 6:3, 6:4                |
| 2007 | Paul-Henri Mathieu    | Andreas Seppi          | 6:71, 6:3, 7:5          |
| 2006 | Richard Gasquet       | Feliciano López        | 7:64, 6:73, 6:3, 6:3    |
| 2005 | Gastón Gaudio         | Stan Wawrinka          | 6:4, 6:4                |
| 2004 | Roger Federer         | Igor Andrejew          | 6:2, 6:3, 5:7, 6:3      |
| 2003 | Jiří Novák (2)        | Roger Federer          | 5:7, 6:3, 6:3, 1:6, 6:3 |
| 2002 | Àlex Corretja (3)     | Gastón Gaudio          | 6:3, 7:63, 7:63         |
| 2001 | Jiří Novák (1)        | Juan Carlos Ferrero    | 6:1, 6:75, 7:5          |
| 2000 | Àlex Corretja (2)     | Mariano Puerta         | 6:1, 6:3                |
| 1999 | Albert Costa (2)      | Nicolás Lapentti       | 7:64, 6:3, 6:4          |
| 1998 | Àlex Corretja (1)     | Boris Becker           | 7:65, 7:5, 6:3          |
| 1997 | Félix Mantilla        | Juan Albert Viloca     | 6:1, 6:4, 6:4           |
| 1996 | Albert Costa (1)      | Félix Mantilla         | 4:6, 7:62, 6:1, 6:0     |
| 1995 | Jewgeni Kafelnikow    | Jakob Hlasek           | 6:3, 6:4, 3:6, 6:3      |
| 1994 | Sergi Bruguera (3)    | Guy Forget             | 3:6, 7:5, 6:2, 6:1      |
| 1993 | Sergi Bruguera (2)    | Karel Nováček          | 6:3, 6:4                |
| 1992 | Sergi Bruguera (1)    | Francisco Clavet       | 6:1, 6:4                |
| 1991 | Emilio Sánchez (2)    | Sergi Bruguera         | 6:1, 6:4, 6:4           |
| 1990 | Martín Jaite          | Sergi Bruguera         | 6:3, 6:7, 6:2, 6:2      |
| 1989 | Carl-Uwe Steeb        | Magnus Gustafsson      | 6:7, 3:6, 6:2, 6:4, 6:2 |
| 1988 | Darren Cahill         | Jakob Hlasek           | 6:3, 6:4, 7:6           |
| 1987 | Emilio Sánchez (1)    | Ronald Agénor          | 6:2, 6:3, 7:6           |
| 1986 | Stefan Edberg         | Roland Stadler         | 7:5, 4:6, 6:1, 4:6, 6:2 |
| 1985 | Joakim Nyström (2)    | Andreas Maurer         | 6:4, 1:6, 7:5, 6:3      |
| 1984 | Joakim Nyström (1)    | Brian Teacher          | 6:4, 6:2                |
| 1983 | Sandy Mayer           | Tomáš Šmíd             | 6:0, 6:3, 6:2           |
| 1982 | José Luis Clerc       | Guillermo Vilas        | 6:1, 6:3, 6:2           |
| 1981 | Wojciech Fibak        | Yannick Noah           | 6:1, 7:6                |
| 1980 | Heinz Günthardt       | Kim Warwick            | 4:6, 6:4, 7:6           |
| 1979 | Ulrich Pinner         | Peter McNamara         | 6:2, 6:4, 7:5           |
| 1978 | Guillermo Vilas (2)   | José Luis Clerc        | 6:3, 7:6, 6:4           |
| 1977 | Jeff Borowiak         | Jean-François Caujolle | 2:6, 6:1, 6:3           |
| 1976 | Raúl Ramírez          | Adriano Panatta        | 7:5, 6:7, 6:1, 6:3      |
| 1975 | Ken Rosewall          | Karl Meiler            | 6:4, 6:4, 6:3           |
| 1974 | Guillermo Vilas (1)   | Manuel Orantes         | 6:1, 6:2                |
| 1973 | Ilie Năstase          | Roy Emerson            | 6:4, 6:3, 6:3           |
| 1972 | Andrés Gimeno         | Adriano Panatta        | 7:5, 9:8, 6:4           |
| 1971 | John Newcombe         | Tom Okker              | 6:2, 5:7, 1:6, 7:5, 6:3 |
| 1970 | Tony Roche            | Tom Okker              | 7:5, 7:5, 6:3           |
| 1969 | Roy Emerson (5)       | Tom Okker              | 6:1, 12:14, 6:4, 6:4    |
| 1968 | Cliff Drysdale        | Tom Okker              | 6:3, 6:3, 6:0           |
| 1967 | Roy Emerson (4)       | Manuel Santana         | 6:2, 8:6, 6:4           |
| 1966 | Roy Emerson (3)       | Manuel Santana         | 5:7, 7:5, 6:3           |
| 1965 |                       |                        |                         |
| 1964 |                       |                        |                         |
| 1963 | Nicola Pietrangeli    | Roy Emerson            | 7:5, 6:2, 6:2           |
| 1962 | Rod Laver             | Neale Fraser           | 6:4, 6:4, 8:6           |
| 1961 | Roy Emerson (2)       | Luis Ayala             | 6:3, 6:1, 6:0           |
| 1960 | Roy Emerson (1)       | Mike Davies            | 6:4, 9:7, 6:2           |
| 1959 | Billy Knight          | Jaroslav Drobný        | 6:8, 6:2, 6:2           |
| 1958 |                       |                        |                         |
| 1957 | Budge Patty           | Jaroslav Drobný        | 3:6, 6:3, 6:3, 6:1      |
| 1956 | Jaroslav Drobný (2)   | Neale Fraser           | 7:5, 6:3, 6:3           |
| 1955 | Arthur Larsen         | Enrique Morea          | 6:4, 2:6, 6:2, 6:2      |
| 1954 | Lew Hoad              | Neale Fraser           | 6:4, 11:9, 6:4          |
| 1953 |                       |                        |                         |
| 1952 | Herbert Flam          | Irvin Dorfman          | 6:4, 6:2, 6:1           |
| 1951 |                       |                        |                         |
| 1950 |                       |                        |                         |
| 1949 | Earl Cochell          | Jaroslav Drobný        | 3:6, 6:3, 2:6, 6:3, 7:5 |
| 1948 |                       |                        |                         |
| 1947 |                       |                        |                         |
| 1946 | Jaroslav Drobný (1)   | Marcello Del Bello     | 9:7, 6:2, 1:6, 6:1      |

### Doppel (ab Open Era)
| Jahr                        | Sieger                                       | Finalgegner                            | Finalergebnis                |
| --------------------------- | -------------------------------------------- | -------------------------------------- | ---------------------------- |
| 2025                        | Francisco Cabral (2) Lucas Miedler           | Hendrik Jebens Albano Olivetti         | 6:74, 7:64, [10:3]           |
| 2024                        | Yuki Bhambri Albano Olivetti                 | Ugo Humbert Fabrice Martin             | 3:6, 6:3, [10:6]             |
| 2023                        | Dominic Stricker (2) Stan Wawrinka           | Marcelo Demoliner Matwé Middelkoop     | 7:68, 6:2                    |
| 2022                        | Tomislav Brkić Francisco Cabral (1)          | Robin Haase Philipp Oswald             | 6:4, 6:4                     |
| 2021                        | Marc-Andrea Hüsler Dominic Stricker (1)      | Szymon Walków Jan Zieliński            | 6:1, 7:67                    |
| 2020                        | abgesagt                                     | abgesagt                               | abgesagt                     |
| 2019                        | Sander Gillé Joran Vliegen                   | Philipp Oswald Filip Polášek           | 6:4, 6:3                     |
| 2018                        | Matteo Berrettini Daniele Bracciali          | Denys Moltschanow Igor Zelenay         | 7:62, 7:65                   |
| 2017                        | Oliver Marach Philipp Oswald                 | Jonathan Eysseric Franko Škugor        | 6:3, 4:6, [10:8]             |
| 2016                        | Julio Peralta Horacio Zeballos               | Mate Pavić Michael Venus               | 7:62, 6:2                    |
| 2015                        | Aljaksandr Bury Denis Istomin                | Oliver Marach Aisam-ul-Haq Qureshi     | 3:6, 6:2, [10:5]             |
| 2014                        | Andre Begemann Robin Haase                   | Rameez Junaid Michal Mertiňák          | 6:3, 6:4                     |
| 2013                        | Jamie Murray John Peers                      | Pablo Andújar Guillermo García López   | 6:3, 6:4                     |
| 2012                        | Marcel Granollers Marc López                 | Robert Farah Santiago Giraldo          | 6:4. 7:69                    |
| 2011                        | František Čermák (3) Filip Polášek (2)       | Christopher Kas Alexander Peya         | 6:3, 7:67                    |
| 2010                        | Johan Brunström Jarkko Nieminen              | Marcelo Melo Bruno Soares              | 6:3, 6:74, [11:9]            |
| 2009                        | Marco Chiudinelli Michael Lammer             | Jaroslav Levinský Filip Polášek        | 7:5, 6:3                     |
| 2008                        | Jaroslav Levinský Filip Polášek (1)          | Stéphane Bohli Stan Wawrinka           | 3:6, 6:2, [11:9]             |
| 2007                        | František Čermák (2) Pavel Vízner (2)        | Marc Gicquel Florent Serra             | 7:5, 5:7, [10:7]             |
| 2006                        | Jiří Novák (3) Andrei Pavel                  | Marco Chiudinelli Jean-Claude Scherrer | 6:3, 6:1                     |
| 2005                        | František Čermák (1) Leoš Friedl             | Michael Kohlmann Rainer Schüttler      | 7:66, 7:611                  |
| 2004                        | Leander Paes (2) David Rikl (4)              | Marc Rosset Stan Wawrinka              | 6:4, 6:2                     |
| 2003                        | Leander Paes (1) David Rikl (3)              | František Čermák Leoš Friedl           | 6:3, 6:3                     |
| 2002                        | Joshua Eagle David Rikl (2)                  | Massimo Bertolini Cristian Brandi      | 7:65, 6:4                    |
| 2001                        | Roger Federer Marat Safin                    | Michael Hill Jeff Tarango              | 0:1 aufgg.                   |
| 2000                        | Jiří Novák (2) David Rikl (1)                | Jérôme Golmard Michael Kohlmann        | 3:6, 6:3, 6:4                |
| 1999                        | Donald Johnson Cyril Suk                     | Aleksandar Kitinov Eric Taino          | 7:5, 7:64                    |
| 1998                        | Gustavo Kuerten Fernando Meligeni            | Daniel Orsanic Cyril Suk               | 6:4, 7:5                     |
| 1997                        | Jewgeni Kafelnikow Daniel Vacek              | Trevor Kronemann David Macpherson      | 4:6, 7:6, 6:3                |
| 1996                        | Jiří Novák (1) Pavel Vízner (1)              | Trevor Kronemann David Macpherson      | 4:6, 7:6, 7:6                |
| 1995                        | Luis Lobo Javier Sánchez                     | Arnaud Boetsch Marc Rosset             | 6:7, 7:6, 7:6                |
| 1994                        | Sergio Casal (3) Emilio Sánchez (3)          | Menno Oosting Daniel Vacek             | 7:6, 6:4                     |
| 1993                        | Cédric Pioline Marc Rosset                   | Hendrik Jan Davids Piet Norval         | 6:3, 3:6, 7:6                |
| 1992                        | Hendrik Jan Davids Libor Pimek               | Petr Korda Cyril Suk                   | kampflos                     |
| 1991                        | Gary Muller Danie Visser                     | Guy Forget Jakob Hlasek                | 7:6, 6:4                     |
| 1990                        | Sergio Casal (2) Emilio Sánchez (2)          | Omar Camporese Javier Sánchez          | 6:3, 3:6, 7:5                |
| 1989                        | Cássio Motta Todd Witsken                    | Petr Korda Milan Šrejber               | 6:4, 6:4                     |
| 1988                        | Petr Korda Milan Šrejber                     | Andrés Gómez Emilio Sánchez            | 7:6, 7:6                     |
| 1987                        | Jan Gunnarsson Tomáš Šmíd (3)                | Loïc Courteau Guy Forget               | 7:6, 6:2                     |
| 1986                        | Sergio Casal (1) Emilio Sánchez (1)          | Stefan Edberg Joakim Nyström           | 6:3, 3:6, 6:3                |
| 1985                        | Wojciech Fibak Tomáš Šmíd (2)                | Brad Drewett Mark Edmondson            | 6:7, 6:4, 6:4                |
| 1984                        | Heinz Günthardt (2) Markus Günthardt (2)     | Givaldo Barbosa João Soares            | 6:4, 3:6, 7:6                |
| 1983                        | Pavel Složil Tomáš Šmíd (1)                  | Colin Dowdeswell Wojciech Fibak        | 6:7, 6:4, 6:2                |
| 1982                        | Sandy Mayer Ferdi Taygan                     | Heinz Günthardt Markus Günthardt       | 6:2, 6:3                     |
| 1981                        | Heinz Günthardt (1) Markus Günthardt (1)     | David Carter Paul Kronk                | 6:4, 6:1                     |
| 1980                        | Colin Dowdeswell Ismail El Shafei            | Mark Edmondson Kim Warwick             | 6:4, 6:4                     |
| 1979                        | Mark Edmondson (2) John Marks                | Ion Țiriac Guillermo Vilas             | 2:6, 6:1, 6:4                |
| 1978                        | Mark Edmondson (1) Tom Okker (2)             | Bob Hewitt Kim Warwick                 | 6:4, 1:6, 6:1, 6:4           |
| 1977                        | Jürgen Faßbender (3) Karl Meiler             | Colin Dowdeswell Bob Hewitt            | 6:4, 7:6                     |
| 1976                        | Jürgen Faßbender (2) Hans-Jürgen Pohmann (2) | Paolo Bertolucci Adriano Panatta       | 7:5, 6:3, 6:3                |
| 1975                        | Jürgen Faßbender (1) Hans-Jürgen Pohmann (1) | Colin Dowdeswell Ken Rosewall          | 6:4, 9:7, 6:1                |
| 1974                        | José Higueras Manuel Orantes                 | Roy Emerson Thomaz Koch                | 7:5, 0:6, 6:1, 9:8           |
| 1972–1973: keine Austragung |                                              |                                        |                              |
| 1971                        | John Alexander Phil Dent                     | John Newcombe Tom Okker                | 5:7, 6:3, 6:4                |
| 1970                        | Cliff Drysdale Roger Taylor                  | Tom Okker Marty Riessen                | 6:2, 6:3, 6:2                |
| 1969                        | Tom Okker (1) Marty Riessen                  | Mal Anderson Roy Emerson               | 6:1, 6:4                     |
| 1968                        | John Newcombe Dennis Ralston                 | Mal Anderson Tom Okker                 | 8:10, 12:10, 12:14, 6:3, 6:3 |